# 韋粲
韋粲（496年—549年2月13日），字長蒨，京兆郡杜陵縣（今陝西省西安市）人，祖父韋叡，父親韋放。

## 生平
韋粲起初為晉安王行參軍，歷任外兵、中兵參軍。晉安王蕭綱被立為皇太子，授以左衛率，非常受到信任和重用。中大同十一年（545年），任衡州刺史。太清二年（548年）侯景圍攻建康城，率領精兵五千，赴援京城。太清三年春正月丁巳（549年2月13日），韦粲在青塘与侯景交战，韦粲表弟柳仲礼部下刘叔胤懦弱不敢前进，侯景乘胜攻入韦粲军营，韦粲部下拉着韦粲逃走，韦粲不动，还在呵斥子弟奋力作战，士兵几乎全部战死，韦粲因此遇害，时年虚岁五十四。韦粲的儿子韦尼和及三个弟韦助、韦警、韦构、堂弟韦昂都战死了，亲戚战死者有数百人。侯景将韦粲的首级传到建康城皇宫中，展示给城内，萧纲听说后流泪对御史中丞萧恺说：“国家能寄托的只有韦公，为何他不幸先在军阵中死去。”于是下诏赠予韦粲护军将军。梁元帝萧绎平定侯景之乱后，追赠谥号忠贞，并追赠韦助、韦警、韦构和韦尼为中书郎，追赠韦昂为员外散骑常侍。

## 家庭

### 兄弟
- 韦助，青塘战死，南梁追赠中书郎
- 韦警，青塘战死，南梁追赠中书郎
- 韦构，青塘战死，南梁追赠中书郎
- 韦岐

### 子女
- 韦臧，南梁东宫领直
- 韦尼，青塘战死，南梁追赠中书郎
- 韦谅，南陈中录事参军兼记室

## 延伸阅读
[在维基数据编辑]
 《梁書·卷43》，出自姚思廉《梁書》